# مولند (مینه‌سوتا)
مولند (به انگلیسی: Moland) یک منطقهٔ مسکونی در ایالات متحده آمریکا است که در Richland Township واقع شده‌است. مولند ۳۸۴٫۰۵ متر بالاتر از سطح دریا واقع شده‌است.